# Dudich Endre (geológus)
Dudich Endre (Budapest, 1934. január 27. – 2016. november 3.) magyar geológus, bauxitgeokémikus, eszperantista.

## Család
A szülei Dudich Endre, az Állatrendszertan és Állatföldrajz egyetemi tanára, Kossuth-díjas akadémikus, és Vendl Józsa, magyar-francia szakos középiskolai tanár. A felesége Willi Margit, földrajz-biológia szakos tanár. A gyermekei Endre (1962–1972), Imre (1966) mérnök, Ákos (1975) bölcsész, újságíró-fordító. A felesége 2016. október 8-án hunyt el.

## Tanulmányok
- 1944–1947 Sopron, Szent Asztrik Bencés Gimnázium;
- 1947–1952 Budai Ciszterci Szent Imre Gimnázium, majd József Attila Gimnázium;
- 1952–1956 Budapest ELTE TTK, geológia szak;
- 1959 Természettudományi doktorátus (őslénytan, földtan, állatrendszertan);
- 1961 Biológia-kémia szakos középiskolai tanár;
- 1978 A földtudomány kandidátusa.

## Nyelvek
Tíz nyelvből tett nyelvvizsgát: angol, bolgár, eszperantó, francia, latin, német, orosz, olasz, román, spanyol. További 17 nyelvvel foglalkozott különböző szinten: albán, arab, cseh, finn, görög, holland, lakota, lengyel, litván, mongol, portugál, svéd, szerb-horvát, szlovák, szlovén, török, ukrán.

## Munkahelyek
- 1956–1961: Budapest ELTE Őslénytani Tanszék, tanársegéd;
- 1961–1968: Bauxitkutató Vállalat Balatonalmádi Központ, kutató geológus, 1965-től laboratórium- és osztályvezető;
- 1968–1975: Budapest Magyar Állami Földtani Intézet (MÁFI) : Információs Csoportvezető. (1968–1970), Adattári Osztályvezető (1970–1975), Geominco Földtaniés Bányászati RT geológus-szakértő (1970–1972), 1974 – UNESCO geológus-szakértő;
- 1976–1978: Budapest Magyar Tudományos Akadémia Geokémiai Kutató Laboratóriuma, tudományos főmunkatárs;
- 1979–1980: MTA Szervesgeokémiai Csoportvezető;
- 1981–1986: MÁFI igazgatóhelyettes (Anyagvizsgálat és Dokumentáció);
- 1983: ELTE TTK c. docens (Faciológia);
- 1986: Nemzetközi Tudományos Akadémia (AIS) San Marino, A.Prof. geol.,
- 1986–1992: UNESCO központ, Párizs, Földtudományi Osztály, diplomáciai státusú munkatárs (P-5), az IGCP (Nemzetközi Földtani Korrelációs Program) szervező-titkára;
- 1992–1994: MÁFI, a Külkapcsolati Iroda vezetője, tudományos tanácsadó;
- 1994–2004: Nyugat-magyarországi Egyetem Erdőmérnöki Kar, Sopron, meghívott külső előadó (Geológia), c. egyetemi tanár (2004).

## Tudományterületek
Eocén kőzetrétegtan, bauxitgeokémia, faciológia, regionális földtan, tudománytörténet, filozófia.

## Külföld
Négy kontinens 70 országában járt, Mexikótól Japánig és Izlandtól Argentínáig, köztük a volt Szovjetunió tag-köztársaságai közül tizenháromban. Vezetett műszeres laborvizsgálatokat Iránban, kutatott bauxitot Kubában és Maliban, térképezett prekambriumi metamorfitokat a kanadai Québec tartományban.

## Publikációk
Természettudományi: 66; tudománytörténeti: 66; ismeretterjesztő: 22; egyéb: 80.

### Jelentősebbek
- Közép- és DK-Európa eocénjének párhuzamosítási és fejlődéstörténeti vázlata, Mészáros Miklóssal; Földtani Közlöny (1962);
- Ősföldrajzi és szerkezeti szempontok a magyar bauxitok korkérdéséhez, Komlóssy Györggyel, Földtani Közlöny (1969);
- Négy dunántúli bauxitelöfordulás néhány főalkotójának és nyomelemeinek összehasonlító geokémiai vizsgálata, Siklósi Lajosnéval, MÁFI Évkönyve (1970);
- A Bakony-hegység  eocén üledékföldtana, kandidátusi értekezés, Bp. (1978);
- Ĉu vi konas la teron? (Ismeri Ön a Földet?), ismeretterjesztő könyv eszperantóul, Bp. (1983);
- Általános földtan, egyetemi jegyzet, Sopron (1996);
- A Magyarhoni Földtani Társulat harmadik fél évszázada, Dobos Irmával és Székyné Fux Vilmával, Bp. (1998);
- Kalandozás a filozofálás történetében, előadássorozat, Bp. (2000);
- Chronicle of AEGS, Varsó (2002);
- Széljegyzetek a tudományos-fantasztikus irodalomhoz, előadássorozat, Bp. (2003);
- Fényevők, tudományos-fantasztikus kisregény, eszperantóul, Bp. (2003);
- Geonómia az ezredforduló után (szerk.), Bp. (2003);
- Geonomy, the synthesizing geoscience for the 21st century (szerk.), Bp. (2005);

## Tagságok-tisztségek
- A Magyarhoni Földtani Társulat tiszteletbeli tagja;
- Az Általános Földtani Szakosztály titkára, majd elnöke;
- A Tudománytörténeti Szakosztály elnöke (1997-2003);
- A Tudománytörténeti Szakosztály társelnöke (2000-2006);
- A Bécsi Földtani Intézet levelező tagja;
- A Szerb Földtani Társulat tiszteletbeli tagja;
- Az INHIGEO főtitkára (1984-1989);
- A Magyar UNESCO Bizottság Természettudományi Albizottságának elnöke (1993-1995);
- A Francia Földtani Társulat (Société Géologique de France) külföldi alelnöke (1993);
- Az Európai Földtani Társulatok Szövetségének (AEGS) elnöke (1993-1995);
- A Magyarországi Eszperantó Szövetség alelnöke (1994-1998 és 2004-2006), majd tiszteletbeli elnöke (2006- );
- Az MTA Geonómai albizottságának elnöke (1999-2005);
- A Préri Egyesület tagja;
- A 3.Regnum Marianum cserkészcsapat tagja (2003);
- A HUNGEO tiszteletbeli tagja (2006), UEA (Eszperantó Világszövetség) tiszteletbeli tagja (2007);
- A székelyföldi Pro Geologia Egyesület tiszteletbeli tagja (2008).

## Kitüntetések
- Klebelsberg-díj (2003);
- “Bauxitbányászatért” Emlékplakett (2004),
- Geológus Aranydiploma (2007)
- Zamenhof Emlékérem (2008)

## Hobbi
Nyelvek, Hatha-jóga, úszás, tudományos-fantasztikus irodalom, észak- és közép-amerikai indián kultúrák (főként lakoták, varjak, maják, aztékok), filozófiatörténet (nem csak európai).